# Йордан Спасов (актьор)
Вижте пояснителната страница за други личности с името Йордан Спасов.
Йордан Миланов Спасов е български актьор.
Роден е в село Поройно на 1 декември 1910 г. Умира на 11 януари 1984 г.
Работи в „театър Одеон“ (1935-1936), Драматичен театър Плевен 1936-1939), Варненски общински театър Варна (1939-1941 / 1948-1951), Драматичен театър Бургас (1941-1943 / 1945-1948), Русенски градски театър в Русе (1943-1945), театър „Трудов фронт“ (1951-1953), СИФ (19553-1956), Народен театър за младежта (1956-1966) и Драматичен театър Перник (1966-1971).
Член на СБФД.
Участвал е в дублажи на повече от 40 филми.

## Награди и отличия
- Заслужил артист.
- Орден „Кирил и Методий“ – I степен (1975).
- Орден „НРБ“ – III степен (1980).
- „Златна значка“ на САБ.

## Театрални роли
- „Под игото“ (Иван Вазов) – Бойчо Огнянов
- „Майстори“ (Р. Стоянов) – Живко

ТВ ТЕАТЪР:
- „Операция Вега“ (1967) (Фридрих Дюренмат)
- „Райна Княгиня“ – паша
- „Филип Тотю“
- „Мамино детенце“
- „Хаджи Мурад“
- „Пази боже сляпо да прогледа“

## Филмография
| Година    | Филми и Сериали                 | Серии | Роля                      |
| --------- | ------------------------------- | ----- | ------------------------- |
| ?         | Райна княгиня                   |       | пашата                    |
| ?         | Филип Тотю                      |       | пашата                    |
| 1982      | Най-тежкият грях                |       |                           |
| 1981      | Капитан Петко войвода           | 12    | министъра                 |
| 1981      | Пришествие                      |       | поп Рашо                  |
| 1976      | Апостолите                      | 2     | Симеон хаджи Кирилов      |
| 1976-1980 | Записки по българските въстания | 13    | Симеон хаджи Кирилов      |
| 1975      | При никого                      |       | учител по география Попов |
| 1974      | Иван Кондарев                   | 2     | Дантилов                  |
| 1969-1971 | На всеки километър              | 26    | професор Костадинов       |
| 1967      | Последният войвода              |       | полковник Гашаров         |
| 1967      | По тротоара                     |       | Славе Маринов             |
| 1966      | Горещо пладне                   |       | машинист                  |
| 1963      | Ивайло                          |       | Цар Георги Тертер         |
| 1962      | Златният зъб                    |       |                           |
| 1962      | Царска милост                   |       | полковник Хърбов          |
| 1961      | Нощта срещу 13-и                |       | куция майстор Пепо        |
| 1957      | Животът си тече тихо...         |       |                           |
| 1956      | Димитровградци                  |       | инженер Дочев             |
| 1954      | Снаха                           |       |                           |
| 1952      | Наша земя                       |       | диверсантът Васил         |